# Cuore di ghiaccio (Batman)
Cuore di ghiaccio (Heart of Ice) è il terzo episodio (quattordicesimo per ordine di produzione) della prima stagione della serie televisiva animata statunitense Batman, andato per la prima volta in onda su Fox Kids il 7 settembre 1992. Scritto da Paul Dini e diretto da Bruce Timm, l'episodio presenta il debutto di Mr. Freeze nella serie, qui per la prima volta ribattezzato Victor Fries (in cui il cognome Fries ha tuttavia la stessa pronuncia della parola Freeze), anche se il nome Mr. Freeze viene comunque usato come soprannome (nonostante non venga mai pronunciato nel doppiaggio italiano, mentre nelle successive apparizioni verrà solitamente modificato in Dottor Freddo). Cuore di ghiaccio risulta essere molto importante per il personaggio, in quanto il suddetto, che era sempre stato rappresentato come un comune supercriminale malintenzionato, viene qui invece visto piuttosto come un personaggio tragico e compassionevole. Ciò ha successivamente influenzato quasi tutte le sue successive incarnazioni, tanto che anche nei fumetti la storia del personaggio è, ad oggi, basata proprio su questo episodio, e lo stesso nome Victor Fries è diventato il suo vero nome anche nel canone fumettistico.
Vincitore di un Daytime Emmy Award e più volte indicato come il miglior episodio della serie, Cuore di ghiaccio ha contribuito notevolmente a far aumentare la fama della serie animata.

## Trama
L'azienda GothCorp subisce dei furti da parte di un misterioso uomo dotato di una pistola congelante. Batman comincia a indagare e si ritrova nel bel mezzo di uno di tali crimini, scoprendo che il colpevole è un certo Mr. Freeze, che agisce indossando una tuta che lo protegge dal calore esterno ed è intenzionato a costruire un'enorme arma congelatrice che potrebbe avere effetti disastrosi. Batman cerca di affrontare Freeze, ma viene parzialmente congelato da lui. Mentre Freeze scappa, ordina ai suoi scagnozzi che lascino indietro uno di loro, con le gambe accidentalmente congelate dall'arma di Freeze. Batman sceglie di aiutare l'uomo piuttosto che inseguire Freeze.
Dopo aver utilizzato un bagno chimico per rianimare l'uomo, Batman, nei panni di Bruce Wayne, decide di parlare con l'amministratore delegato della GothCorp, Ferris Boyle, che sostiene che l'unica persona che potrebbe odiare a tal punto la sua azienda era uno scienziato che aveva illegalmente utilizzato i macchinari della GothCorp per scopi personali. Boyle sostiene che il suddetto fosse tuttavia morto durante un'esplosione dovuta proprio all'utilizzo dell'attrezzatura.
Batman, fingendosi un uomo della sicurezza, riesce ad avere accesso alle videoregistrazioni delle telecamere della GothCorp, scoprendone una in cui si vede il dottor Victor Fries, lo scienziato precedentemente citato da Boyle, che sostiene di aver messo sua moglie Nora, vittima di una malattia terminale, in stasi criogenica sperando di poterla risvegliare dopo aver trovato una cura. A quel punto, Boyle e alcuni uomini irrompono nella stanza e l'amministratore delegato della GothCorp, infischiandosene delle precarie condizioni di Nora, colpisce Victor Fries, facendolo andare addosso a delle sostanze chimiche, col risultato che lo scienziato rimane congelato, trasformandosi in Mr. Freeze, ormai costretto a indossare una tuta a gas refrigerante poiché impossibilitato a sopravvivere in un ambiente con temperatura superiore allo zero termico. Quest'ultimo, ormai ridotto a un uomo senza emozioni, trova Batman proprio in quel momento e lo rapisce. Fries conferma a Batman la sua condizione e che intende uccidere Boyle per aver distrutto la sua vita e quella di sua moglie, anche a costo di uccidere innocenti nel processo.
Batman riesce a fuggire, mentre Mr. Freeze va, con la sua nuova arma congelante, a un ricevimento in cui Ferris Boyle deve essere paradossalmente premiato come industriale più umanitario dell'anno, e attacca il suddetto colpendolo con la sua pistola congelante alle gambe prima che Batman intervenga. Freeze finisce per sopraffare Batman finché non prende un thermos pieno di brodo caldo (che il suo maggiordomo Alfred gli aveva fornito per il raffreddore) e lo rompe sul casco di Freeze per frantumarlo e indurre uno stress termico che lo sconfigge. Successivamente, il Cavaliere Oscuro consegna alla giornalista Summer Gleeson la videocassetta con la registrazione dell'incidente di cui Fries è rimasto vittima, così che la stampa possa rivelare pubblicamente la malefatta commessa da Boyle.
Successivamente Victor Fries viene rinchiuso all'Arkham Asylum in una cella sotto zero progettata per trattenerlo, e lì, perennemente sconsolato, chiede simbolicamente perdono alla propria moglie, mentre Batman lo osserva dall'esterno.

## Produzione

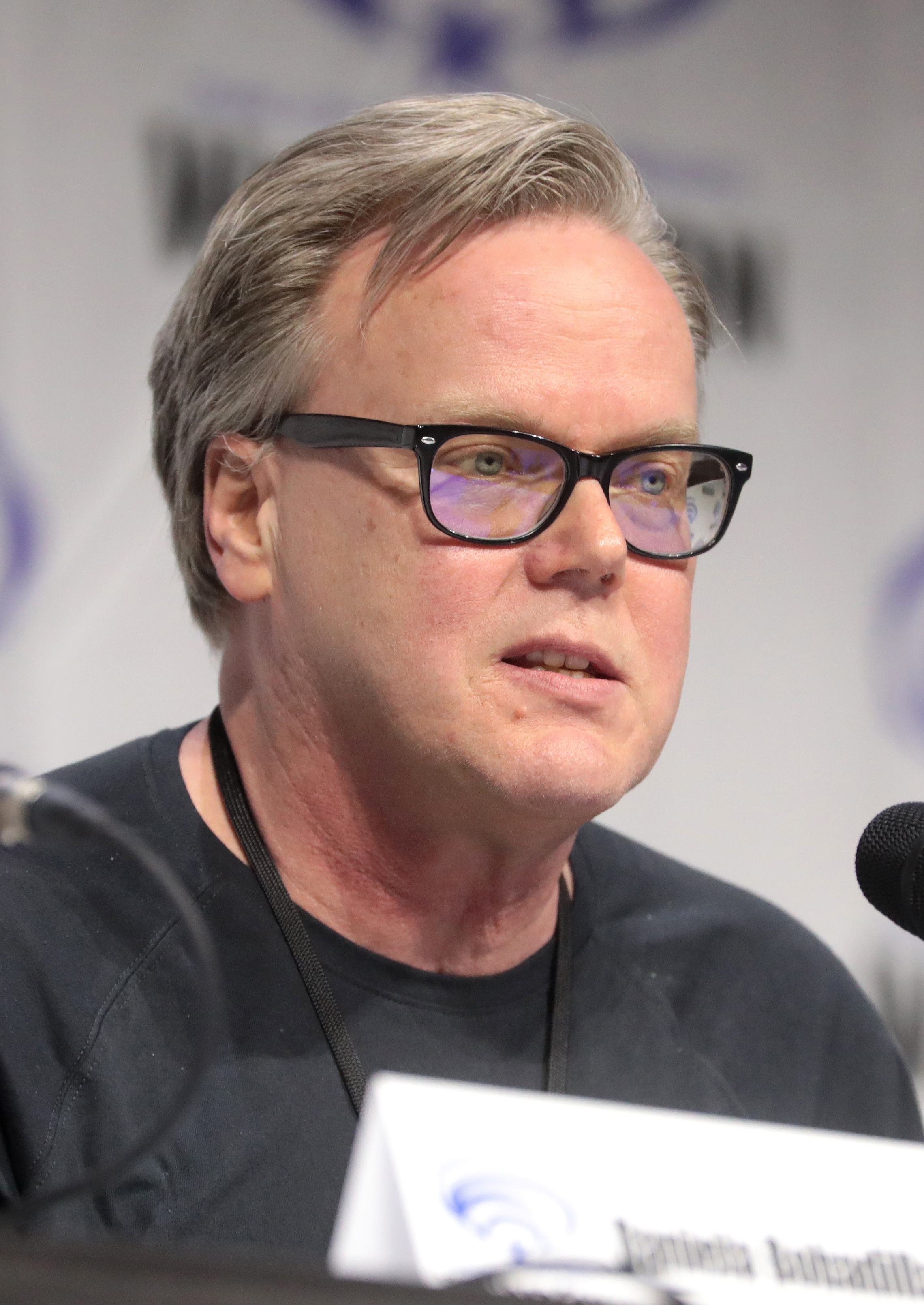
Bruce Timm, regista dell'episodio

Questo è stato il primo episodio della serie ad essere stato scritto da Paul Dini e diretto da Bruce Timm. L'episodio è stato realizzato con la collaborazione della Spectrum Animation, che, tra le altre cose, ha aerografato il casco di Victor Fries ogni volta che compariva. Tutta questa attenzione per i dettagli, da quanto dichiarato da Timm, ha portato lo studio alla bancarotta. La maggior parte dei membri della Spectrum Animation è in seguito passata alla Production I.G.
Inizialmente, durante il filmato della "nascita" di Mr. Freeze, il suddetto avrebbe dovuto notare che i propri capelli stavano cadendo in pezzi, ma Dini ha dichiarato che tale scena è stata tolta per motivi di tempo. Nella scena finale invece le lacrime di Fries avrebbero dovuto congelare e trasformarsi in fiocchi di neve. Tale scena, in seguito inserita nel film Batman & Robin, non è tuttavia presente nella versione finale dell'episodio. Timm e Dini hanno detto che se avessero la possibilità di realizzare nuovamente un episodio della serie sceglierebbero proprio Cuore di ghiaccio e inserirebbero quest'ultima sequenza. D'altronde i due hanno anche notato la presenza di alcuni errori all'interno dell'episodio, come il fatto che nel filmato succitato l'inquadratura continui a cambiare in maniera inverosimile, o il fatto che in due occasioni il simbolo sul petto di Batman abbia i colori invertiti.
Nel doppiaggio originale, dopo aver guardato il filmato dell'incidente che ha trasformato Victor Fries in Mr. Freeze, Batman diceva: "My God!" (letteralmente "Mio Dio!"), cosa inusuale dato che Fox Kids evitava di inserire riferimenti religiosi nei cartoni animati che trasmetteva (da notare che in italiano il personaggio dice semplicemente "Oh, no! È terribile!"). Bruce Timm ha detto di considerare strano che la rete non avesse notato la presenza di tale frase, anche se Dio viene in realtà nominato anche in altri episodi, seppur raramente. Durante le repliche su Toon Disney tale battuta è stata tolta, così come la frase "Io sono pronto a uccidere per questo" ("I'd kill for that") pronunciata da Victor Fries.

### Doppiaggio

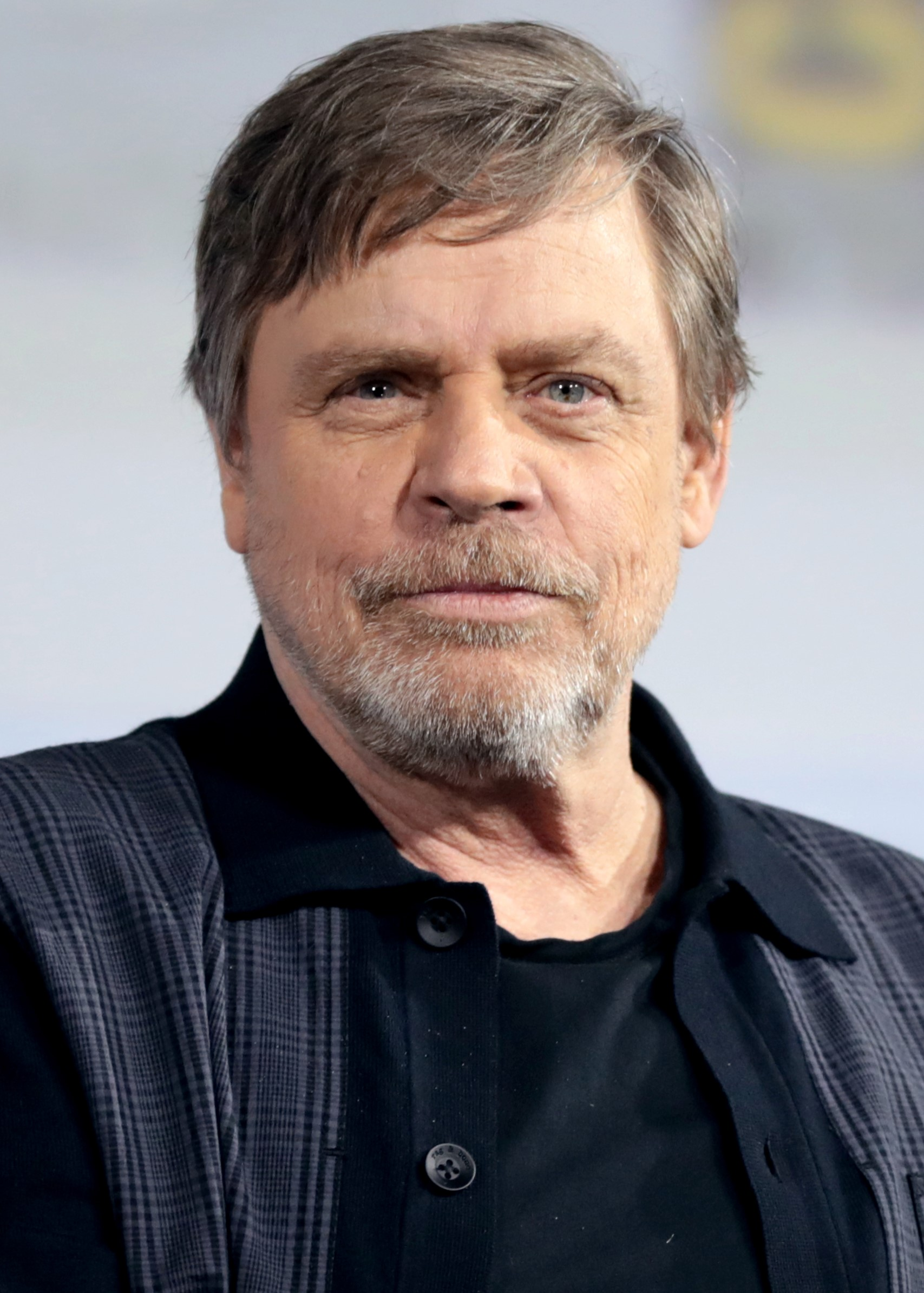
Mark Hamill, doppiatore originale di Ferris Boyle

Inizialmente Bruce Timm aveva pensato ai noti attori Anthony Hopkins e Anthony Zerbe come potenziali voci per Victor Fries, ma alla fine tale ruolo è stato affidato a Michael Ansara. Ansara, abituato a recitare come attore anziché come doppiatore, ha avuto difficoltà a rendere la voce del personaggio come voluto da Timm. In inglese Mr. Freeze ha mantenuto la voce di Ansara in tutte le sue successive apparizioni, mentre in italiano, per questo episodio, è stato doppiato da Mario Scarabelli, che nel resto del DC Animated Universe tornerà a dargli la voce solo nel film Batman & Mr. Freeze: SubZero, venendo invece sostituito dall'omonimo collega Mario Zucca nella seconda stagione di Batman e in Batman - Cavaliere della notte e da Marco Balbi in Batman of the Future.
Ferris Boyle è stato doppiato in inglese da Mark Hamill, attore noto principalmente per aver interpretato Luke Skywalker nella saga cinematografica di Guerre stellari. In realtà Hamill è stato anche il doppiatore del Joker, personaggio ben più importante per la serie, tuttavia inizialmente quest'ultimo avrebbe dovuto avere la voce di Tim Curry, mentre a Hamill sarebbe dovuta toccare soltanto la parte di Boyle. Alla fine però entrambe le parti sono state affidate a Hamill, rendendolo una delle voci principali del DC Animated Universe. Curiosamente anche in italiano Ferris Boyle ha la stessa voce di un importante nemico del Cavaliere Oscuro: è infatti stato doppiato da Vittorio Bestoso, voce del Pinguino.

#### Doppiatori
| Personaggio             | Voce originale      | Voce italiana     |
| ----------------------- | ------------------- | ----------------- |
| Bruce Wayne/Batman      | Kevin Conroy        | Marco Balzarotti  |
| Victor Fries/Mr. Freeze | Michael Ansara      | Mario Scarabelli  |
| Ferris Boyle            | Mark Hamill         | Vittorio Bestoso  |
| Alfred Pennyworth       | Efrem Zimbalist Jr. | Franco Sangermano |
| Summer Gleeson          | Mari Devon          | Cristina Giolitti |

## Continuità

### Saga di Mr. Freeze
All'interno del DC Animated Universe, questo episodio è stato il primo di una serie, composta da quattro episodi e un film, incentrata sul personaggio di Victor Fries e composta da:
1. Cuore di ghiaccio (Heart of Ice; 1992) – episodio della prima stagione di Batman.
2. Gelo profondo (Deep Freeze; 1994) – episodio della seconda stagione di Batman.
3. Il grande freddo (Cold Comfort; 1997) – episodio della prima stagione di Batman - Cavaliere della notte.
4. Batman & Mr. Freeze: SubZero (1998) – film direct-to-video.
5. Il ritorno del Dottor Freddo (Meltdown; 1999) – episodio della prima stagione di Batman of the Future.

Il film Batman & Mr. Freeze: SubZero, pur essendo uscito dopo Il grande freddo, è in realtà ambientato prima, oltre a essere stato prodotto prima ma, dopo l'insuccesso commerciale del film Batman & Robin, in cui compariva Mr. Freeze, la pubblicazione è stata posticipata.
Mr. Freeze era in realtà comparso anche nel fumetto da cui è tratto Un Natale molto movimentato, primo episodio di Batman - Cavaliere della notte. Tuttavia gli avvenimenti del fumetto, per quanto riguarda il personaggio, avrebbero causato problemi di continuità con le sue altre apparizioni, così tale parte è stata tagliata.
Inizialmente nella serie Batman of the Future il personaggio di Victor Fries doveva apparire soltanto in un cammeo, ma alla fine si è deciso di dedicargli un intero episodio che ponesse fine alla sua storia.
Oltre alle apparizioni succitate, Mr. Freeze ha una certa importanza anche nella terza stagione della serie animata Gotham Girls, pur non comparendovi mai di persona.

### Condizioni di Nora Fries
Secondo Bruce Timm Nora Fries sarebbe dovuta essere morta secondo i suoi piani iniziali, e in effetti a livello narrativo suo marito crede che lo sia. Successivi episodi hanno tuttavia confermato che Nora fosse viva. Nel film Batman & Mr. Freeze: SubZero Nora viene inoltre curata dalla sua condizione, scelta narrativa che Timm non ha approvato. Ciò ha causato problemi con l'episodio Un Natale molto movimentato in quanto, nel fumetto da cui è tratto, Nora era chiaramente morta. Perciò quando la storia è stata adattata per la televisione la sottotrama di Mr. Freeze è stata completamente tolta.

## Accoglienza
Nel febbraio del 2002, per festeggiare il decimo anniversario della serie animata, nel sito The World's Finest Online è stato organizzato un sondaggio per stabilire quale fosse il miglior episodio della serie, e Cuore di ghiaccio ha vinto, ricevendo così una propria sezione sul sito con tanto di retroscena a cui hanno partecipato i creatori dell'episodio. Nel 2005 anche la rivista Wizard l'ha selezionato come l'episodio migliore di Batman.

### Influenza sui media
Questo episodio ha influenzato notevolmente le successive apparizioni del personaggio di Mr. Freeze, che si basano principalmente sulla sua rappresentazione nel DC Animated Universe piuttosto che a quelle precedenti. Nei fumetti le origini del personaggio, a partire dall'albo Batman - Mr. Freeze del 1997, sono state modificate per renderle più simili a quelle del cartone animato, introducendo il personaggio di Nora Fries e precisando che il vero nome di Mr. Freeze sia Victor Fries. Nel film Batman & Robin le origini di Mr. Freeze sono basate sul cartone animato, anche se la caratterizzazione del personaggio è ben diversa, non venendo più rappresentato come un essere senza sentimenti. Inoltre, nelle successive serie animate, anche al di fuori del DC Animated Universe, il vero nome di Mr. Freeze continua a venire indicato come Victor Fries, a partire da The Batman (da notare che, escluso ciò, in tale serie le origini del personaggio sono diverse rispetto a quelle rappresentate in Cuore di ghiaccio) e anche nei videogiochi in cui compare il personaggio le sue origini sono basate sul cartone animato.